# بانک زامبی
بانک زامبی، (به انگلیسی: Zombie Bank) به بانک یا مؤسسه مالی گویند، که خالص دارایی آن منفی باشد. هر چند که این دسته از بانک‌ها از نظر ترازنامه، ورشکسته محسوب می‌شوند، اما با وجود پشتیبانی مالی دولتی، به فعالیت خود ادامه می‌دهند. ترازنامه بانک‌های زامبی به‌طور معمول، حاوی نسبت بالایی از دارایی‌های سمی یا دارایی‌هایی با بازده بسیار پایین هستند، که درآمد حاصل از آنها، غیرقابل پیش‌بینی است. دولت‌ها و بانک‌های مرکزی معمولاً برای جلوگیری از ضربه خوردن به سیستم مالی و بانکی کشور، برای این دسته از بانک‌ها پشتیبانی مالی فراهم کرده، تا بتوانند بعد از مدتی، به حالت سوددهی رسیده و عملاً احیا شوند.